# بگذار عاشقت باشم
«بگذار عاشقت باشم» تک‌آهنگی از ماریو است که در سال ۲۰۰۴ میلادی منتشر شد.
این تک‌آهنگ در چارت‌های ، آلمان، نیوزلند در رتبه اول و در چارت‌های استرالیا، ایتالیا، دانمارک، فرانسه، اتریش، فلاندرز، نروژ جزو ده ترانه اول قرار گرفت.